# Лудвиг от Мусон
Лудвиг от Мусон (на френски: Louis de Scarpone ou de Mousson, на немски: Ludwig von Mousson; * ок. 1015, † 1071/1076) от Дом Скарпон, е господар на Мусон в Скарпон (Scarponnois), от 1042 г. castellanus на Монбеляр, Алткирх и Пфирт с титлата граф, граф на Бар.

## Живот
Той е син на Рихвин, граф на Скарпон, и съпругата му Хилдегард от Егисхайм, дъщеря на Хуго IV, граф в Нордгау в Елзас от род Етихониди и сестра на папа Лъв IX († 1054).
Лудвиг се жени през 1038 г. за София († 1093), наследничка на Графство Бар от род Вигерихиди, дъщеря на Фридрих II († 1027), херцог на Горна Лотарингия, и Матилда Швабска († 1032). София е сестра на Беатрис Лотарингска, които след смъртта на баща им са осиновени от леля им императрица Гизела Швабска († 1043), съпруга на император Конрад II, която я осиновява през 1026 г. Този политически брак прави Лудвиг и наследниците му на важен род в Лотарингия. Лудвиг получава чрез брака си Графство Бар и господството Мусон.
През 1042 г. императорът му дава Мйомпелгард, Алткирх и Пфирт. През 1044 г. той се бие с успех против Райналд I, граф от Бургундия, който въстанал против императора.
През 1070 г., след смъртта на херцог Герхард от Лотарингия от Дом Шатеноа, Лудвиг иска титлата херцог, понеже е женен за херцогската дъщеря София, но крал Хайнрих IV я дава на Дитрих II, синът на Герхард. Това води до вековна конкуренция между Лотарингия и Бар, прекратена през 1420 г. чрез женитбата на херцог Ренé I д’Анжу от Бар и Изабела I Лотарингска и двете херцогства се обединяват.

## Деца
- Бруно († млад)
- Дитрих I (1045, † 1105), граф в Алткирх, Пфирт и Бар
- Лудвиг (1080 доказан)
- Фридрих († 1092), граф, господар от Лютцелбург, маркграф на Суза
- София, ∞ граф Фолмар I фон Фробург († сл. 1078)
- Беатрикс († 1092), ∞ Бертхолд I от Церинген († 1078), херцог на Каринтия (Церинги)
- Мехтилд († 1092/1105) ∞ Хуго VIII фон Егисхайм, граф на Дагсбург († 1089) (Етихониди)